# Siobhan-Marie O'Connor
Siobhan-Marie O'Connor (n. 29 noiembrie 1995, Bath, Anglia, Regatul Unit) este o înotătoare ce a reprezentat Regatul Unit al Marii Britanii și al Irlandei de Nord, medaliată olimpică. A participat la 2 ediții ale Jocurilor Olimpice (2012, 2016) în care a câștigat o medalie de argint.